# Ambia complicata
Ambia complicata là một loài bướm đêm trong họ Crambidae.